# Chidaoba
En Géorgie, le chidaoba désigne une lutte traditionnelle. Mêlant sport, danse, musique et port d'un habit traditionnel, il possède aussi un code d'honneur. Il intègre la liste représentative du patrimoine culturel immatériel à la suite d'une décision de l'UNESCO en novembre 2018.

## Description et histoire
Le chidaoba est répandu dans l'ensemble de la Géorgie. Il est pratiqué depuis l'Antiquité. Jusqu'à la fin du Moyen Âge, c'est un art militaire, qui devient ensuite sportif. Il permettait parfois de décider l'issue d'une guerre, cette lutte remplaçant les combats armés. Une grande partie de la population le pratique. Les combats de chidaoba ont lieu en plein air, du printemps à l'automne, devant un public. Lutte, musique (un instrument à corde appelé bouzouki accompagne les tournois), danse folklorique (qui est effectuée après les combats) et un costume traditionnel, nommé chokha (il se compose d'une ceinture et d'une veste ouverte sur le torse et les bras), appartiennent à cette tradition. Le début des combats est marqué par le son de la zurna, instrument à vent, et du doli, un tambour géorgien. Une session de lutte dure cinq minutes, le but est de faire tomber son adversaire. Le code d'honneur exige que l'on laisse ce dernier se relever s'il tombe : la lutte ne se fait que debout. Il existe environ deux cents prises et contre-prises. Ce sport de combat remporte le succès, véhiculé par les clubs présents dans beaucoup de villages et de villes. Le chidaoba est traditionnellement masculin. Le siège de la fédération de lutte traditionnelle se situe à Tbilissi. Gela Bervashvili, qui la préside en 2013, admet une proximité entre ce sport et le judo. Depuis 1928, un tournoi de lutte, le Palavnoba, se déroule chaque année. Bien que les lutteurs optent pour des sports distincts et semblables afin de faire carrière à l'international, la chidaoba demeure  prépondérant en Géorgie.

## Intégration du patrimoine culturel immatériel
En novembre 2018, un comité spécialisé de l'UNESCO, réuni à Port-Louis (capitale de l'Ile Maurice), inscrit le chidaoba sur la liste du patrimoine culturel immatériel de l'Humanité. D'après l'UNESCO, le code de conduite de ce sport s'apparente à la chevalerie, un mode de vie sain est encouragé. La créativité due au grand nombre de prises est mise en avant. Le caractère fédérateur de cette pratique est aussi reconnu,.

## Voir également
- Liste du patrimoine culturel immatériel de l'humanité en Géorgie